# 337 f.Kr.

## Händelser

### Efter plats

#### Grekland
- Vid en panhellenisk konferens i Korinth tillkännager Filip II av Makedonien bildandet av det korinthiska förbundet för att befria de grekiska städerna i Mindre Asien från det persiska styret, under förevändningen att den persiske kungen Arses vägrar att gottgöra Filip för Artaxerxes III:s hjälp till staden Perinthos, när den motstod Filip. Alla grekiska stadsstater (utom Sparta) och de grekiska öarna svär trohet till förbundet och erkänner Filip som dess ledare. Filip grundar ett råd, med representanter från alla grekiska stadsstater, som får makt att besluta om vilka åtgärder som skall vidtas. Den verkliga makten ligger dock hos Filip, som får befälet över förbundets armé.
- Olympias man Filip II skiljer sig från henne, sedan han har gift sig med en viss Kleopatra (som byter namn till Eurydike). Filips och Olympias son Alexander förskjuts av Filip och han skickar Ptolomaios och flera andra av sin sons närmaste i exil.

#### Romerska republiken
- En plebej väljs till praetor i Rom för första gången.

## Födda
- Demetrios I, kung av Makedonien 294–288 f.Kr. (död 283 f.Kr.)

## Avlidna
- Shen Pu-hai, kinesisk byråkrat och huvudminister i Han
- Timoleion, grekisk statsman och general, härskare över Syrakusa på Sicilien (född omkring 411 f.Kr.)